# Rákóczi Zsigmond (1595–1620)
Rákóczi Zsigmond (Szerencs, 1595 januárja – Sárospatak, 1620. december 26.) Rákóczi Zsigmond erdélyi fejedelem és Gerendi Anna fia, I. Rákóczi György öccse.

## Élete, házassága
Apja halála után (1608. december 5.) két fivérével, Györggyel és Pállal osztozott a Rákóczi-birtokokon. György bátyjával együtt mindketten Lorántffy-lányokat vettek feleségül, az 1614-ben elhalt Lorántffy Mihály ónodi várkapitány árváit, akik hatalmas uradalmakat birtokoltak. György 1616. április 18-án Lorántffy Zsuzsannával, míg Zsigmond ennek húgával, Lorántffy Máriával kötött házasságot, és így a két-két testvér kezén együtt maradt – a ráadásul még együtt is kezelt, osztatlan – Rákóczi-Lorántffy-örökség. Zsigmond azonban már 1620. december 26-án meghalt, felesége sem sokkal élte őt túl. Ezáltal György és Zsuzsanna megkétszerezték vagyonukat. 
Zsigmondot szülővárosában, Szerencsen temették el 1621-ben. Lorántffy Máriával kötött házasságából nem született gyermeke.